# 胡公館
胡公館，又名「胡氏庄园」、「虾子胡氏民宅」、「胡献之山庄」，贵州省文物保护单位及遵义市文物保护单位。系中華民國大陸時期曾参加護國戰爭的黔军第六步兵团团长胡忠相（献之）在其家乡贵州遵义落石台（位于红花岗区虾子镇乐安村）修建的私家住宅。胡公馆始建于1918年，1926年建成。落成时时任贵州省主席周西成送“陆军少将第，忠相恩师府落成”金字黑漆巨匾。庄园主人则自名为“怡庐”。中華人民共和國成立后，这座庄园用於辦學長達約半個世紀。

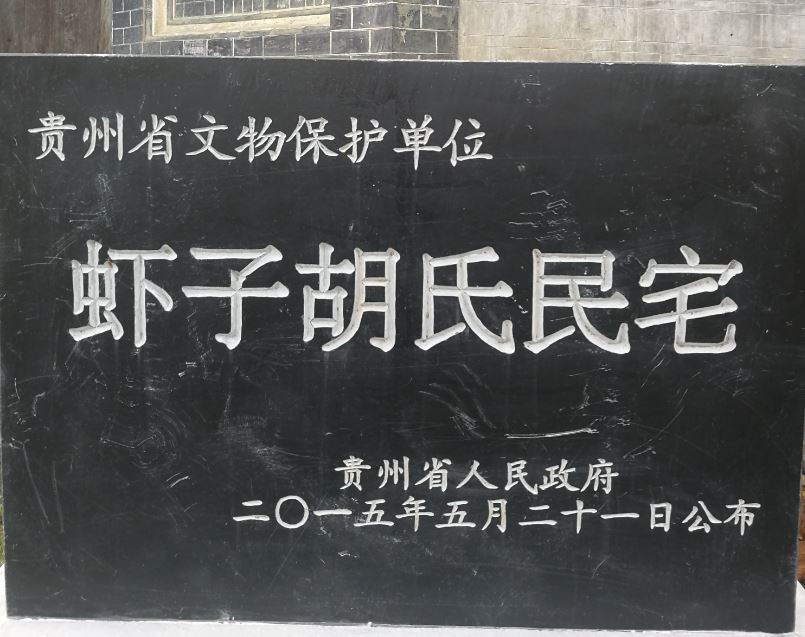

## 简介
胡公馆的主人胡忠相（1871-1945）曾于1916年參加蔡鍔發起的討袁護國戰爭，任護國軍滇黔聯軍右翼軍右支隊指揮，因战功升任黔军第六步兵团团长。1918年前后，近半百的胡忠相不再担任一线军职，转任参谋顾问继续参辅军政。有时间和精力在历经7代的家乡遵义禹门落石台修建私宅山庄，历时约十载完工。该庄园在1926年落成时，和胡忠相有师生之谊，时任贵州省主席、同時兼任國民革命軍第二十五軍軍長周西成还携家人亲往祝贺，赠送金字黑匾一块，上面正中书“陆军少将第”五字，右上方题写“忠相恩师府第落成志庆”，左下方落款：“周西成率子国鼐、国鼒敬贺”。另据当地民间的说法，周西成还授意当地政府修了一条从遵义至湄潭大道中间的车水（今溪水）直通胡公馆的公路，并为胡献之家架设了专用电话，以方便对外联络。
莊園主人則自名為「怡廬」，篆刻於前院入口的照壁之上，字的下面配有当地沙滩文化所崇尚的「渔樵耕读」的浮雕。照壁的外面上書「棠棣增榮」四字，出自胡忠相好友，民國時期遵義傑出文化人物，沙灘文化傳人趙愷(乃康)的手筆。公馆正厅的房梁上画有兼具中西文化印记的「书剑双修」，反映出主人追求中西合璧及文治武功的心境。莊園坐北向南，依山傍水，建築群主體是傳統木結構的青瓦房，雙四合院佈局，一樓一底，佔地約六畝，有前院、主院及東西側院。建築佔地約一畝。有正房五間、耳房四間、左右廂房各五間、飯廳兩間、客廳三間，加上過廳、書樓及輔助用房等共30餘間。房屋結構考究，雕工精細，樓宇錯落有致。外以青磚砌牆環繞。
由于莊園主人深受遵义当地文化及文化名士的熏陶，崇尚和致力于保护和弘扬当地文化。莊園曾在1937年4月19日和20日连续两天宴请和接待了参加首次祭奠郑莫黎三先生活动的政府官员及社会名流。在抗战期间，政府机构大学等大量西迁，许多学者名士云集西南。在1941年2月2日到6日，应莊園主人之邀，莊園又迎来了《子午山紀游冊》的同游兼主创团队的到访，在前后共5天4夜的行程中有3天宴宿于莊園。《紀游冊》中的30多个诗、文、画作品中的许多创作都出自在庄园期间的即席、即景、即興。莊園在《紀游冊》中被称作「胡献之山庄」。
新中國成立後由政府接管，从 1950 年开始，这里就一直用于办学，那时周边的孩子基本上都是在这里上学。最初是红乐学校，1959 年改为红乐农中，1962 年又改为红乐小学，最多的時候有師生近400人。 直到了21世纪初，农村学校调整，庄园所在的学校停办。其间庄园历尽并度过各种劫难：土改、大跃进、文革、校舍改造、探宝、整体外迁。好在仍有当地有识之士及胡忠相后人的极力反对和保护，再加上落石台的村民们颇具文化意识，明白胡献之是村里为当地和国家做过贡献的名人，庄园也是村里的元气所在。这才使得胡献之山庄在当地得以保留至今。
2003年12月被列為遵義市級文物保護單位，定名「胡公馆」和「胡氏庄园」，2015年5月又被列為貴州省級文物保護單位「虾子胡氏民宅」。
遵义新蒲新区2015年7月报请上级有关文物保护部门批准，由专业古建筑规划设计公司设计了修缮方案，并由专业的古建修缮公司承担了具体的修缮工作。经过这次为期一年的全面修复，胡氏庄园基本上得以复原保存，并从根本上解决了该古建所存在的梁柱腐蚀、筑漏雨严重等重大安全隐患。
2022年7月20日胡公馆又迎来了為紀念《子午山紀游冊》刊行八十周年，由遵義市歷史文化研究會主辦、新蒲新區蝦子鎮黨委和政府承辦、遵義市圖書館協辦的採風與研討活動。

## 「胡公馆」与遵义“沙滩文化”
胡公馆和同属于遵义县禹门乡（民国时期）位于遵義城東八十餘里洛安江畔的沙灘相邻。在清中晚期，沙灘孕育了數十位學者、詩人、書法家、外交家等知名人士。浙江大學在抗戰西遷遵義期間曾組織多位知名學者考察沙灘，將其列為全國文化高尚區，得名「沙灘文化」。根据胡忠相在1914年为其七世祖胡贤积（入黔始祖）撰写的碑文所记，其家族系属湖南邵阳秋田胡氏，唐朝诗人胡曾的后人。胡贤积原籍湖南宝庆府邵阳县，清康熙年间贸易来播(遵义故称播州)，其长子胡礼仁选桶井坝(今遵义虾子镇清坪村），到胡忠相时，家族已在当地繁衍7代，历经200多年。胡忠相深受遵义当地沙滩文化及文化名人的熏陶，崇尚并致力于保护和弘扬当地文化。長期出资支持對沙灘文化傑出代表，人稱「黔中三賢」鄭珍（1806-1864）、莫友之（1811-1887）及黎庶昌（1837-1896）墓地守護、修葺和纪念。再加上胡氏庄园地处从遵义城到沙滩及鄭莫黎三賢墓的必经之路，也就自然成为了相关活动的接待和食宿的首选之所。
根据《遵义夷牢溪谒墓记》的记载:“……1937年国民政府调实业吴鼎昌来任贵州省主席……明令遵义专员公署专员刘千俊，将每年阴历三月十日（鄭珍的诞辰）定为郑莫黎三先生公祭日……刘专员特别委托那边的地方绅士胡献之对郑珍墓进行了维修，为首次公祭郑莫黎先生已经做好了充分准备……”。胡献之于1937年4月19日和20日连续两天在此宴请（19日大宴宾客）和接待了参加首次祭奠郑莫黎三先生活动的政府官员及社会名流，包括贵州古文献编辑馆馆长凌惕安、副馆长杨恩元、编审柴晓莲、李笃清等6人，地方绅士有赵乃康、杨干之、牟贡三、朱穆伯等，及地方行政长官及负责公祭安全的当地驻军及保安队的长官。
另据《子午山紀游冊》记载，胡獻之於1941年2月2日（辛巳年正月初七「人日」）到1941年2月6日間，邀請同鄉好友趙愷（字迺康），浙大教師豐子愷、樂清才子李瑜（字子瑾）、長沙羅展（字巴山）、江蘇武進馮勵青訪其位於遵義禹門落石台的山莊（怡廬）、共遊子午山並同謁鄭莫黎三先生墓。五天的行程中遊歷了青乘橋、胡獻之山莊、平遠橋、夷牢水、關帝廟、禹門寺、子午山、青田山、鄭、莫、黎墓地、欽使第、夷牢亭遺址及節孝寺等。遊歷的所見，所思及所感催生了大部分《紀游冊》中的詩、詞、文和畫。其中许多创作都出自在庄园期间的即席、即景、即興。比如李瑜在怡廬即席即景即興賦詩一首，以迎春及重陽的意境映襯出對結束戰亂的憧憬和對再聚重遊之期待。詩中借怡廬之景所作的「梅隨客至香初透，柳待春回綠未生」兩句更成為《紀游冊》中的點睛之筆。豐子愷还以趙愷描述莊園大门口的詩句「一彎綠水山百轉， 門前一笑獅象迎」為題做了一幅《胡獻之山莊》插画。李瑜再以胡氏庄园中的红梅为题填词一首《暗香 胡氏红梅》。李瑜还在《跋子午山纪游册后》中记述和頌揚了此次子午山游東道主胡獻之廿余年守護、修葺鄭莫黎三賢墓的善舉，以及盛情款待來訪客人之行誼。其同鄉好友趙愷也在《辛巳人日往谒郑莫黎三先生墓记》文中提到  「……近年培修子午山，故常倚重者……得胡君之助……」来回顾两人因共同崇尚和致力于保护和弘扬当地文化的交往和友谊。
当地的文化研究者说，胡公馆内还有不少文化遗存，如园内照壁上的题字出自民国时期遵义文化名家赵恺之手。园内还有几棵树龄超过百年的古树，留存下来的木雕门窗、家具等，也都有一定的研究价值。遵义新蒲新区计划将对胡氏庄园进行陈列布展，以对外展示该文物所关联的古建筑文化、黔北民居文化及民国初期的贵州军政文化，加大该文物的开发利用力度，进一步挖掘该文物建筑的观赏、旅游及历史文化价值。